# 1994年リレハンメルオリンピックのロシア選手団
1994年リレハンメルオリンピックのロシア選手団（1994ねんリレハンメルオリンピックのロシアせんしゅだん）は、1994年2月12日から2月27日までノルウェーのオップラン県リレハンメルで開催された1994年リレハンメルオリンピックのロシア選手団、およびその競技結果。

## 概要
1991年のソビエト連邦の崩壊により、1992年アルベールビルオリンピックと1992年バルセロナオリンピックにはEUNで参加、1994年リレハンメルオリンピックから再びロシアとしてのオリンピック復帰を果たした。ロシアとしての参加はロシア帝国時代の1912年ストックホルムオリンピック以来82年ぶり。

## メダル
| メダル | 選手名                                                                                    | 競技                   | 種目               |
| ------ | ----------------------------------------------------------------------------------------- | ---------------------- | ------------------ |
| 金     | セルゲイ・チェピコフ                                                                      | バイアスロン           | 男子10km           |
| 金     | セルゲイ・タラソフ                                                                        | バイアスロン           | 男子20km           |
| 金     | ナデツダ・タラノワ ナタリア・スニチナ ルイザ・ノスコワ アンフィサ・レスツォワ             | バイアスロン           | 女子4×7.5kmリレー  |
| 金     | リュボーフィ・エゴロワ                                                                    | クロスカントリースキー | 女子5kmクラシカル  |
| 金     | リュボーフィ・エゴロワ                                                                    | クロスカントリースキー | 女子15km複合       |
| 金     | エレーナ・ヴェルベ ラリサ・ラズチナ ニナ・ガブリリュク リュボーフィ・エゴロワ             | クロスカントリースキー | 女子4×5kmリレー    |
| 金     | アレクセイ・ウルマノフ                                                                    | フィギュアスケート     | 男子シングル       |
| 金     | エカテリーナ・ゴルデーワ セルゲイ・グリンコフ                                             | フィギュアスケート     | ペア               |
| 金     | オクサナ・グリシュク エフゲニー・プラトフ                                                 | フィギュアスケート     | アイスダンス       |
| 金     | アレクサンドル・ゴルベフ                                                                  | スピードスケート       | 男子500m           |
| 金     | スベトラーナ・バジャノワ                                                                  | スピードスケート       | 女子3000m          |
| 銀     | スヴェトラーナ・グラディシェワ                                                            | アルペンスキー         | 女子スーパー大回転 |
| 銀     | ヴァレリー・キリイェンコ ヴラジーミル・ドラチェフ セルゲイ・タラソフ セルゲイ・チェピコフ | バイアスロン           | 男子4×7.5kmリレー  |
| 銀     | リュボーフィ・エゴロワ                                                                    | クロスカントリースキー | 女子15kmフリー     |
| 銀     | ナタリヤ・ミシュクテノク アルトゥール・ドミトリエフ                                       | フィギュアスケート     | ペア               |
| 銀     | マイア・ウソワ アレクサンドル・ズーリン                                                   | フィギュアスケート     | アイスダンス       |
| 銀     | セルゲイ・シュプレツォフ                                                                  | フリースタイルスキー   | 男子モーグル       |
| 銀     | セルゲイ・クレフシェニア                                                                  | スピードスケート       | 男子500m           |
| 銀     | スベトラーナ・フェドトキナ                                                                | スピードスケート       | 女子1500m          |
| 銅     | セルゲイ・タラソフ                                                                        | バイアスロン           | 男子10km           |
| 銅     | ニナ・ガブリリュク                                                                        | クロスカントリースキー | 女子15kmフリー     |
| 銅     | エリザベータ・コジェフニコワ                                                              | フリースタイルスキー   | 女子モーグル       |
| 銅     | セルゲイ・クレフシェニア                                                                  | スピードスケート       | 男子1000m          |